# Campo de la Cruz
Campo de la Cruz est une municipalité située dans le département d'Atlántico, en Colombie.

## Démographie
Selon les données récoltées par le DANE lors du recensement de la population colombienne en 2005, Campo de la Cruz compte une population de 18 354 habitants.

## Liste des maires
- 2020 - 2023 : Richard Gómez Martínez
- 2016 - 2019 : José de Jesús De León Marenco
- 2012 - 2015 : Luis Enrique Gómez Issa
- 2008 - 2011 : Carlos Gutierrez Cotes (remplacé durant six mois par Miguel Zárate Rodriguez)
- 2004 - 2007 : José De Jesús De León Marenco
- 2001 - 2003 : Claudio Rafael Gómez Martínez
- 2000 - 2000 : Solfronil Mendoza Miranda
- 1998 - 2000 : Gaspar Tejeda Fragoso
- 1995 - 1997 : José de Jesús De León Marenco
- 1992 - 1994 : Wilson Rodríguez Sanjuanelo
- 1990 - 1992 : Ana Lucia Tatis Mosquera
- 1988 - 1990 : Ulises Tapias Aparicio

## Personnalités liées à la municipalité
- Fredy Montero (1987-) : footballeur né à Campo de la Cruz.